# Magnusova zelená sůl
Magnusova zelená sůl je anorganická sloučenina se vzorcem [Pt(NH3)4][PtCl4]. Je pojmenovaná po Heinrichu Gustavovi Magnusovi, který ji v 30. letech 19. století objevil. Sloučenina má neobvyklou strukturu, skládající se z řetězce atomů platiny, a také její tmavě zelená barva je u sloučenin platiny neobvyklá.

## Struktura
Magnusova zelená sůl nachází využití v materiálové chemii a ve fyzice pevných látek, protože má jednorozměrnou strukturu. Skládá se z lineárních řetězců aniontů [PtCl4]2− a kationtů [Pt(NH3)4]2+, kde jsou atomy platiny od sebe vzdáleny 32,5 pm.
Také se jedná o polovodič.

## Příprava
Magnusovu zelenou sůl lze připravit smícháním vodných roztoků [Pt(NH3)4]2+ a [PtCl4]2− za vzniku tmavě zelené sraženiny.
Za určitých podmínek touto reakcí vzniká růžový polymorf Magnusovy zelené soli.

## Podobné sloučeniny
Magnusova zelená sůl má stejný stechiometrický vzorec jako cis-PtCl2(NH3)2 a trans-PtCl2(NH3)2. Tyto dvě sloučeniny jsou molekulární, zatímco Magnusova zelená sůl je polymer; tento rozdíl se projevuje nerozpustností Magnusovy zelené soli ve vodě.
Rozpustné analogy Magnusovy zelené soli je možné získat nahrazením amoniaku ethylhexylaminem.
Odpovídající palladnatá sloučenina ([Pd(NH3)4][PdCl4]) je známa jako „Vauquelinova sůl“.